# تطور الأسرة الفلبينية
تطور الأسرة الفلبينية فيلم فلبيني من إخراج لاف دياز، مدة عرض الفيلم 593 دقيقة ويصنف من ضمن أطول الأفلام في التاريخ.

## روابط خارجية
- تطور الأسرة الفلبينية على موقع IMDb (الإنجليزية)
- تطور الأسرة الفلبينية على موقع روتن توميتوز (الإنجليزية)
- تطور الأسرة الفلبينية على موقع ألو سيني (الفرنسية)
- تطور الأسرة الفلبينية على موقع أول موفي (الإنجليزية)
- تطور الأسرة الفلبينية على موقع قاعدة بيانات الفيلم (الإنجليزية)
- تطور الأسرة الفلبينية على موقع ليتربوكسد (الإنجليزية)
- تطور الأسرة الفلبينية على موقع كينوبويسك (الروسية)